# Telekfarka
Telekfarka románul: Câmpenești, falu Romániában, Erdélyben, Kolozs megyében.

## Fekvése
Kolozsvár közelében fekvő település.

## Története
Telekfarka (Câmpeneşti ) korábban Fejérd (Feiurdeni, com. Chinteni) része volt. 1956-ban Kolozsvárhoz (mun. Cluj-Napoca) tartozott, onnan vált ismét külön.
1966-ban 462 lakosából 390 román, 72 magyar, 1977-ben 98 lakosából 94 román, 4 magyar, 1992-ben 10 lakosából 9 román, 1 magyar, a 2002-es népszámláláskor 54 lakosából 51 román, 3 magyar volt.